# Elezioni parlamentari a El Salvador del 2021
Le elezioni parlamentari a El Salvador del 2021 si sono tenute il 28 febbraio per il rinnovo dell'Assemblea legislativa.

## Risultati
| Liste                                               | Voti      | %     | Seggi |
| --------------------------------------------------- | --------- | ----- | ----- |
| Nuevas Ideas                                        | 1 510 270 | 57,71 | 46    |
| Alleanza Repubblicana Nazionalista                  | 207 829   | 7,94  | 14    |
| NI-GANA                                             | 228 883   | 8,75  | 10    |
| Fronte Farabundo Martí per la Liberazione Nazionale | 180 807   | 6,91  | 4     |
| Grande Alleanza per l'Unità Nazionale               | 138 731   | 5,30  | 5     |
| ARENA-PCN                                           | 99 003    | 3,78  | 2     |
| Partito di Concertazione Nazionale                  | 85 678    | 3,27  | 2     |
| Nuestro Tiempo                                      | 44 400    | 1,70  | 1     |
| Partito Democratico Cristiano                       | 44 378    | 1,70  | 1     |
| Vamos                                               | 26 492    | 1,01  | 1     |
| PCN-DS                                              | 21 211    | 0,81  | –     |
| Cambiamento Democratico                             | 14 767    | 0,56  | –     |
| ARENA-PCN                                           | 11 870    | 0,45  | –     |
| Indipendenti                                        | 2 782     | 0,11  | –     |
| Totale                                              | 2 617 101 | 100   | 84    |

## Contrassegni elettorali
| Nuevas Ideas                       | Grande Alleanza per l'Unità Nazionale               |
| Alleanza Repubblicana Nazionalista | Fronte Farabundo Martí per la Liberazione Nazionale |
| Democrazia Salvadoregna            | Partito di Concertazione Nazionale                  |
| Nuestro Tiempo                     | Partito Democratico Cristiano                       |
| Vamos                              | Cambiamento Democratico                             |